# 西藏爱乐乐团
西藏爱乐乐团是中华人民共和国西藏自治区的一支爱乐乐团，团址为西藏自治区首府拉萨市。该乐团于2002年正式组建，不是成建制乐团，而是以西藏歌舞团乐队为基础，在演出时抽调山南艺术团、西藏自治区歌舞团的乐手和西藏大学艺术学院的一部分老师组成乐团。
2010年该乐团共有65名乐手，其中除两名乐手分别是生长在西藏的回族和汉族乐手外，其余乐手均为藏族乐手。
该团使用的乐器很有特色，除了全套西洋管弦乐器，还有十多件藏族音乐乐器，包括达玛法鼓、碧旺琴、铜钦、扎念、丁夏、曲阿、布坚等藏族弦乐、铜管乐和打击乐器。
该乐团自组建以后，每年均在拉萨举办新年音乐会，此外还进行指令性和公益性演出。2010年4月，该乐团首次来到北京，参加第二届“中国交响乐之春”，由国家一级指挥家边巴指挥，在国家大剧院演奏了《雅鲁藏布江大峡谷》、《夏尔巴舞曲》、《珞巴随想》、小提琴协奏曲《梁祝》，以及德沃夏克的《自新大陆》。2015年6月5日晚，在新疆人民剧场，西藏爱乐乐团舉辦一场独具高原风味的交响音乐会,演奏了西藏民族音乐《欢歌起舞》组曲和贝多芬的《a大调第七交响曲》